# Николаје Тимофти
Николаје Тимофти (молд. Nicolae Timofti; Чутулешти, Молдавска ССР, 22. децембар 1948) је политичар и бивши председник Молдавије од 2012 до 2016.године.

## Биографија
Рођен је у месту Чутулешти, северна Молдавија. Завршио је право на Државном универзитету Молдавије 1972. године. Након тога је две године провео у Совјетској армији, а од 1976. је почео да ради као судија. Од 2011. је био председник Врховног суда магистрата Молдавије.
Парламент Молдавије изабрао га је за председника 16. марта 2012, а дужност је преузео 23. марта. Тимофти је за циљ током свог мандата одредио проевропску оријентацију Молдавије.
У браку је с адвокаткињом Маргаретом Тимофти, са којом има три сина.